# Taos Amrouche
Marie-Louise-Taos Amrouche (sinh ngày 4 tháng 3 năm 1913 tại Tunis, Tunisia; mất ngày 2 tháng 4 năm 1976 tại Saint-Michel-l'Observatoire, Pháp) là nhà văn, ca sĩ người Algérie. Năm 1947, bà là người phụ nữ Algérie đầu tiên xuất bản tiểu thuyết.

## Tiểu sử
Bà sinh ra trong một gia đình người bàng giáo La Mã thuộc dân tộc Kabyle. Bà là con gái duy nhất trong gia đình có tới sáu người con trai. Gia đình bà đã chuyển đến Tunisia để lánh nạn.

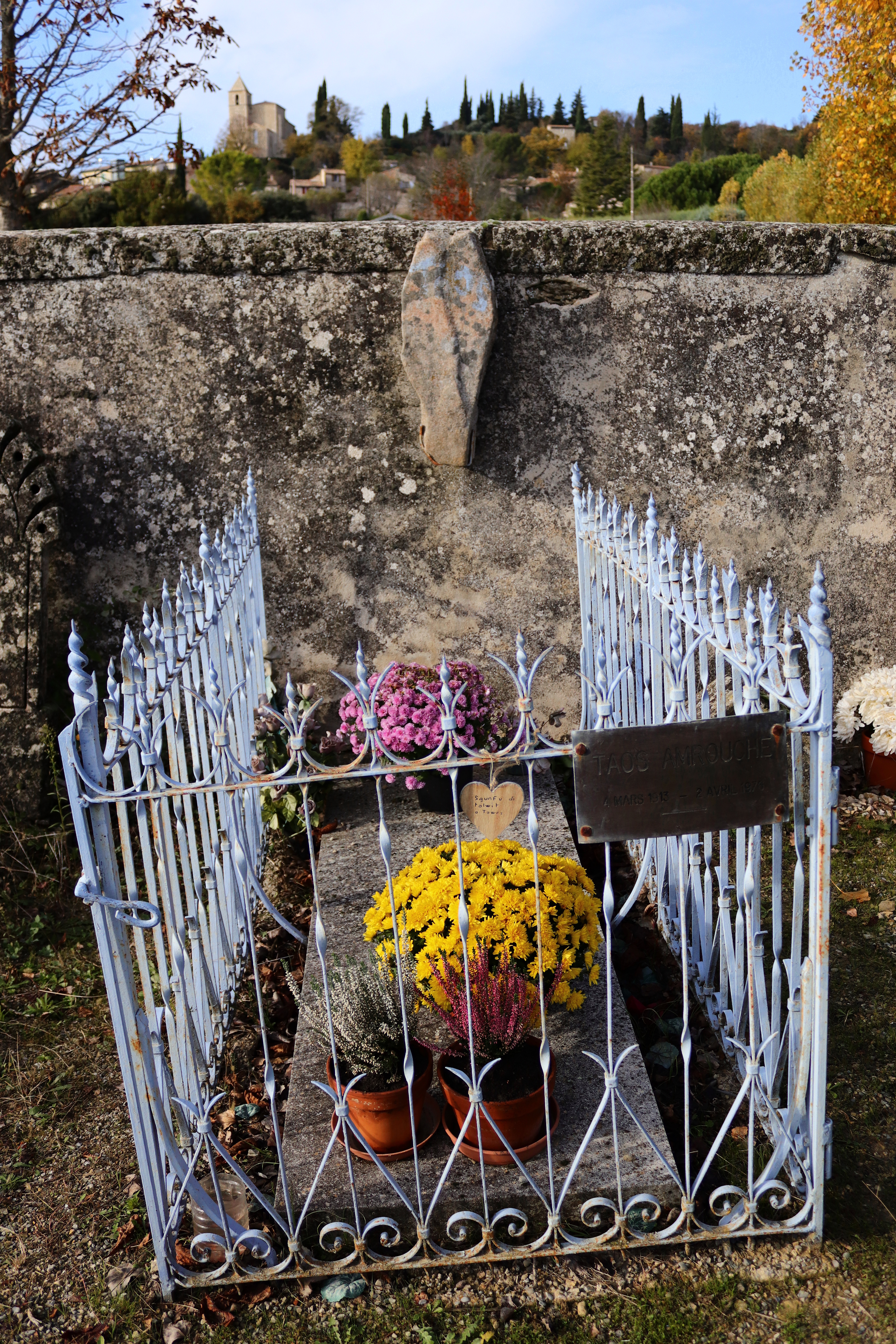
Ngôi mộ của Taos Amrouche tại Saint-Michel l'Observatoire.

Mẹ của bà là Fadhma Aït Mansour, ca sĩ người Berber vùng Kabyle nổi tiếng, là người ảnh hưởng sâu sắc đến cuộc sống của bà. Phong cách văn chương của bà phản ánh truyền thống vùng Kabylie và những di sản mẹ bà để lại. Amrouche hoàn thành bậc giáo dục tiểu học và trung học ở Tunis. Năm 1935, bà đến Pháp để học tại École Normale, Sèvres. Từ năm 1936, bà hợp tác với anh trai mình là Jean Amrouche và mẹ mình, sưu tầm và giải thích ý nghĩa các bài hát của vùng Kabyle. Năm 1939, tại Congrès de Chant de Fès, bà nhận học bổng du học tại Casa Velasquez ở Tây Ban Nha. Tại đó bà nghiên cứu mối quan hệ giữa người Berber với các bài hát nổi tiếng của Tây Ban Nha.
Cuốn tiểu thuyết tự truyện đầu tay của bà mang tựa đề Jacinthe noir, được xuất bản năm 1947 và là một trong những tác phẩm đầu tiên được xuất bản bằng tiếng Pháp bởi một nhà văn phụ nữ Bắc Phi. Trong quá trình sáng tác các mẩu chuyện và bài thơ và ra đời tập truyện-thơ mang tên La Grain magique năm 1966, bà đã lấy nom de plume Marguerite-Taos làm bút ký, trong đó "Marguerite" chính là tên Kitô giáo của mẹ bà.
Dù viết tiếng Pháp, bà lại hát bằng tiếng Kabyle. Album đầu tiên của bà mang tên Chants berbères de Kabylie (1967) là một thành công lớn. Album là tập hợp các bài hát vùng Kabyle truyền thống đã được anh trai Jean dịch sang tiếng Pháp. Một số album khác: Chants sauvés de l'oubli ("Những bài hát không bị quên lãng"), Hommage au chant profond, Incantations, méditations et danses sacrées berbères (1974), và Chants berbères de la meule et du berceau (1975).
Bà là nhà hoạt động tham gia giải quyết các vấn đề của người Berber và là một trong những người sáng lập Académie berbère (Học viện người Berber) vào năm 1966.
Bà qua đời tại Saint-Michel-l'Observatoire, Pháp.

## Danh sách đĩa thu chọn lọc
- Chants berbères de Kabylie (1967)
- Chants De L'Atlas (Traditions Millénaires Des Berbères D'Algérie) (1970)
- Incantations, méditations et danses sacrées berbères (1974)
- Chants berbères de la meule et du berceau (1975)
- Au Theatre De La Ville (1977)